# Schoenus lanatus
Schoenus lanatus är en halvgräsart som beskrevs av Jacques-Julien Houtou de La Billardière. Schoenus lanatus ingår i släktet axagssläktet, och familjen halvgräs. Inga underarter finns listade i Catalogue of Life.